# Arnold B. Bakker
Arnold B. Bakker (Genemuiden, 1964) is een Nederlands arbeids- en organisatiepsycholoog, sociaal psycholoog en hoogleraar Arbeids- en organisatiepsychologie aan de Erasmus Universiteit Rotterdam (EUR).

## Levensloop
Bakker studeerde sociale psychologie aan de Rijksuniversiteit Groningen en promoveerde hier bij Bram Buunk in 1995 op zijn proefschrift getiteld "Denk na, vrij veilig: Descriptief en experimenteel onderzoek naar attitudes tegenover condoomgebruik", waarna hij enige tijd post-doctoraal onderzoeker aan dezelfde universiteit en, na 1996, aan de Universiteit Utrecht was.
In 1998 werd hij benoemd tot Universitair docent aan de Universiteit Utrecht. In 2006 werd hij benoemd tot Hoogleraar aan de Universiteit Utrecht. In 2008 werd hij hoogleraar aan de Erasmus Universiteit Rotterdam. Daarnaast is hij sinds 2006 als senior consultant verbonden aan een Nederlands adviesbureau op het gebied van training en scholing.

## Werk
Bakkers onderzoeksinteressen lagen aanvankelijk bij overredende communicatie. Later verlegde hij zijn interesse naar het welzijn van werkenden, waaronder vooral burn-out en bevlogenheid. In dit verband werkte hij onder andere samen met Bram Buunk en Wilmar Schaufeli. Hij ontwikkelde samen met Schaufeli een Nederlandse test om bevlogenheid vast te stellen, de zogenaamde Utrechtse Bevlogenheidsschaal (UBES).
- Bibsys: 10020007
- Bibliothèque nationale de France: cb167123539 (data)
- Gemeinsame Normdatei: 1029336148
- International Standard Name Identifier: 0000 0000 6894 7154
- Library of Congress Control Number: n2009054508
- Nationale Bibliotheek van Letland: 000210422
- NARCIS: PRS1251742
- Nationale Bibliotheek van Tsjechië: mub2015880327
- Nationale Bibliotheek van Israël: 987007338901405171
- Nederlandse Thesaurus van Auteursnamen: 229855946
- ORCID: 0000-0003-1489-1847
- ResearcherID: F-8494-2010
- Système universitaire de documentation: 146971795
- Virtual International Authority File: 96757679
- WorldCat: E39PBJppwTHwrGpcF8YTK3VBfq